# A pari
A expressão latina "a pari" é uma técnica de retórica em que se argumenta utilizando proposições semelhantes e que pode ser traduzida por "por paridade" ou "por igual razão". Consiste num tipo de argumentação indutiva simples cujas conclusões (por exemplo, "se este artigo da Wikipédia é mau, os outros também são") nem sempre são verdadeiras. Por vezes identificado com o argumento a simile, correlaciona, tal como este, dois casos semelhantes de modo a concluir que, sendo as causas as mesmas, também serão as mesmas as consequências, o que se aplicará também aos motivos que levam a aconselhar ou a desaconselhar uma determinada praxis.